# Вулиця Михайла Романова
Ву́лиця Миха́йла Рома́нова — вулиця в Голосіївському районі міста Києва, місцевість Віта-Литовська. Пролягає від Бродівської до Лісоводної вулиці.

## Історія
Вулиця виникла на початку 2010-х років під проектною назвою Лінія 4. Сучасна назва на честь радянського актора і режисера Михайла Романова — з 2011 року.